# Megingjord

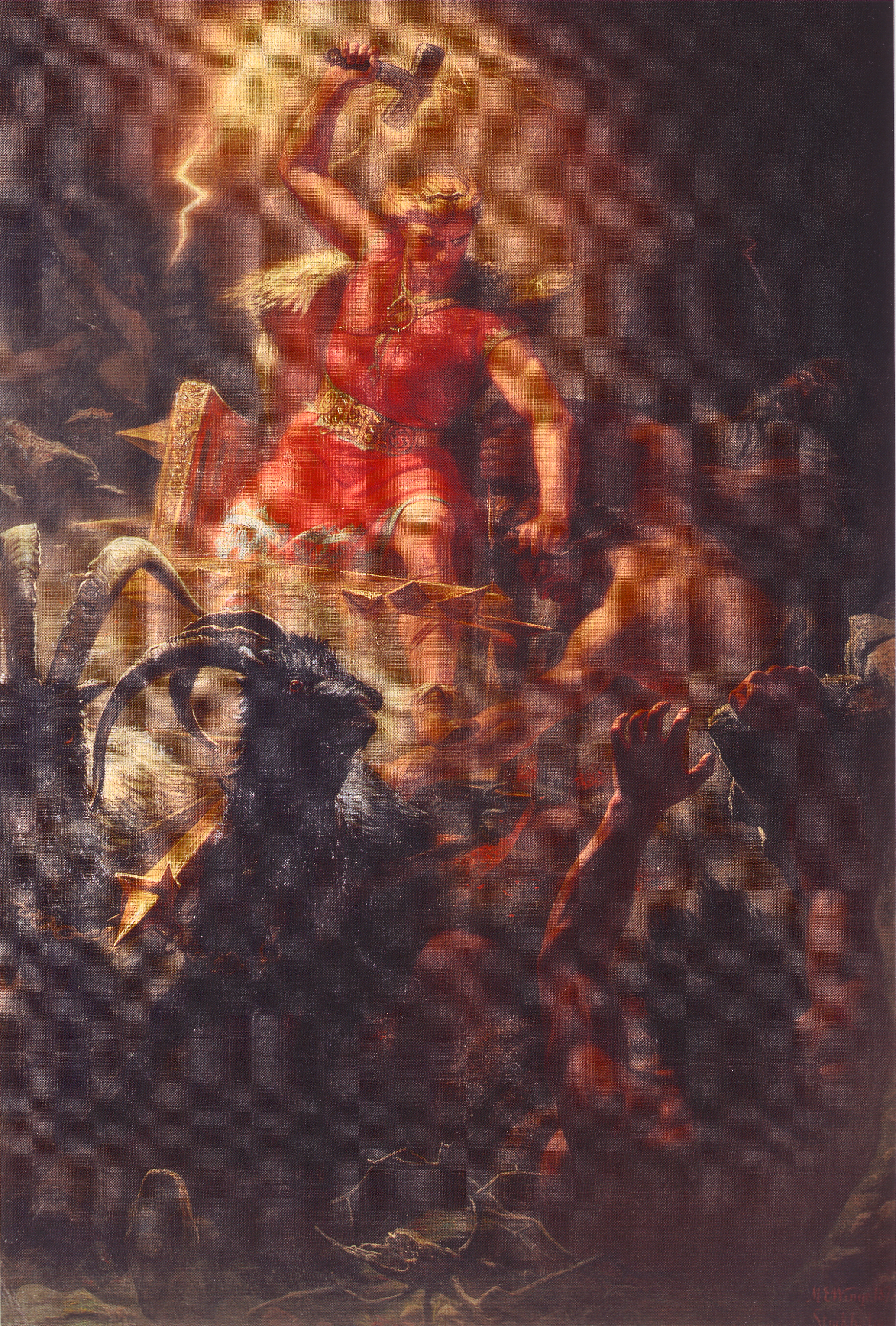
Thor, dieu de la mythologie nordique.

Dans la mythologie nordique, Megingjord (en vieux norrois megingjǫrð Modèle:IPA-non « ceinture de force », de pouvoir qui permettait notamment de doubler sa force) est le nom de la ceinture portée par le dieu Thor qui lui donne la force de soulever son marteau Mjöllnir.
Selon l' Edda de Snorri, la ceinture est l'une des trois possessions de Thor, avec le marteau Mjöllnir et les gants de fer Járngreipr. Le poète Eilífr Goðrúnarson y fait référence dans un poème écrit au Xe siècle :
Harðvaxnar sér herðir
halllands of sik falla
(gatat maðr) njótr (hin neytri)
njarð- (ráð fyrir sér) gjarðar.
Þverrir lætr nema þyrri
Þorns barna sér Mǫrnar
snerriblóð til svíra
salþaks megin vaxa.
Le vers "njótr njarðgjarðar" signifie "Celui qui bénéficie de la puissante ceinture", faisant référence à Megingjord, la ceinture de force.
Dans Gylfaginning qui est la première partie de l'Edda de Snorri, l'un des versets y fait référence :
En er kom at dagan, þá gekk Þórr út ok sér mann, hvar lá skammt frá honum í skóginum, ok var sá eigi lítill. Hann svaf ok hraut sterkliga. Þá þóttist Þórr skilja, hvat látum verit hafði of nóttina. Hann spennir sik megingjörðum, ok óx honum ásmegin. Ok í því bili vaknar sá maðr ok stóð skjótt upp, en þá er sagt, at Þór varð bilt einu sinni at slá hann með hamrinum ok spurði hann at nafni.
Le vers "Hann spennir sik megingjörðum, ok óx honum ásmegin" signifie "Il s'est ceint de sa ceinture de force, et sa force divine s'est accrue." ("Il" faisant référence à Thor)